# 莊淑芬
莊淑芬（1951年—），生於臺灣，是台灣實業家、輔仁大學大眾傳播系講師、資深廣告人。她是奧美廣告大中華區的執行長。2013年，莊淑芬被富比世亞洲稱為 "Women in the Mix"。

## 生平
- 1969年景美女中畢業，1973年東海大學歷史系畢業。學校畢業後曾從事貿易工作、當過記者，在台灣廣播公司做過國外部的英文助理及AE。也曾在聯廣、博達華商廣告、國泰建業廣告等台灣本土廣告公司工作。

- 1985年加入台灣奧美廣告公司。
- 1990年，至倫敦奧美廣告公司工作。
- 1991年3月，升任台灣奧美廣告公司總經理。
- 1995年，她開始在臺灣為奧美工作。
- 1996—1997年，當選台北市廣告人經營者聯誼會(4A)理事長。
- 2000年升任台灣奧美整合行銷傳播集團董事長，同時成為奧美台北分公司的執行長。
- 2003年3月，莊淑芬調任北京奧美整合行銷傳播集團董事長。
- 2004年2月，莊淑芬升任奧美中國副董事長、北中國區董事長兼首席執行長。
- 2007年7月擔綱奧美中國區首席執行長，兼奧美廣告中國區總裁。
- 2006年協助成立中國廣告人經營者聯誼會4A協會，成為第一屆協會理事長，並於2007年連任。
- 2014年9月3日，升任奧美大中華區副董事長。

## 著作
- 《奧美有情Ⅱ︰奧美CEO莊淑芬職場78悟》 中信出版社，出版日期：2008-11-01
- 《廣告大師奧格威：未公諸於世的行銷創意選集》 (翻譯) 天下文化 出版日期：2007年8月10日
- 《奧美有情》 企業管理出版社 ，出版日期：2000-10-01
- 《如何做廣告》 (翻譯) 滾石文化 出版日期：1998年6月1日
- 《企業有情》 時報文化 ，出版日期：1998-07-21

## 外部連結
1. ↑  . Forbes Asia. Forbes.   [5 March 2013]. （原始内容存档于2018-12-25）.
2. ↑  . Forbes Asia's 50 Women In the Mix. Forbes.   [5 March 2013]. （原始内容存档于2015-09-19）.